# Sdu
Sdu ist ein niederländisches Verlagshaus und Dienstleistungsunternehmen, das aus dem früheren Staatsunternehmen Staatsdrukkerij en Uitgeverij (Staatsdruckerei und -verlag) hervorging. Sdu hält 45,33 % der Anteile an der deutschen juris GmbH.

## Geschichte
1988 wandelte der niederländische Staat den vorherigen Staatsbetrieb in ein Unternehmen um und bereitete damit die Privatisierung vor. Das Eigentum an den einzelnen Sparten des Unternehmens wurde auf die Sdu Holding B. V. übertragen, die am 23. März 2007 zu gleichen Teilen an Tochtergesellschaften der Allianz Group (Allianz Capital Partners) und der ABN Amro (AAC Capital Partners, 2007 vom Mutterkonzern losgelöst) verkauft wurde. Zugleich übernahm die Holding den bisherigen 25,9 %-Anteil des Verlags Wolters Kluwer an Sdu Uitgevers. Zum Stichtag 31. Januar 2013 verkauften ACP und AAC die Sdu Holding an die französische Verlagsgruppe Éditions Lefebvre Sarrut (ELS).

## Organisation und Geschäftsfelder
Sdu besteht aus der Holdinggesellschaft Sdu Holding B. V., zu der folgende Unternehmen gehören:
- Juris (Deutschland)
- Sdu E-Grant
- Sdu Uitgevers
  - Sdu Fiscale en Financiële Uitgevers

### Sdu Uitgevers
Sdu Uitgevers, die größte operative Gesellschaft, verfügt über drei Niederlassungen in Den Haag und eine in Amersfoort, wo die zu Sdu Uitgevers gehörende SFFU (Sdu Fiscale en Financiële Uitgevers) ihren Sitz hat.
Das Unternehmen bietet neben Büchern und Zeitschriften auch Online-Produkte an. Darüber hinaus ist SDU Uitgevers verantwortlich für staatliche Veröffentlichungen wie etwa die Parlamentarischen Dokumente (stukken) der Ersten und Zweiten Kammer des Parlaments sowie das staatliche Verkündungsblatt, den „Staatscourant“.
Sdu Uitgevers versteht sich darüber hinaus als Wissensvermittler und bietet mit diesem Ziel auch die Organisation von Veranstaltungen, Konferenzen und Tagungen an.
Das Unternehmen ist unterteilt in mehrere Einheiten, die bestimmte Berufsgruppen bedienen:
- Bauen
- Informationsdienste
- Öffentliche Verwaltung
- Recht
- Sprache & Bildung
- Wirtschaft

### Juris
Die juris GmbH ist ein Anbieter von Online-Rechtsinformationen in Deutschland. Sdu hat vom deutschen Staat 45,33 % der Anteile an der juris GmbH erworben. Die juris GmbH hat ihren Sitz in Saarbrücken.

### SDU E-Grant
Sdu Uitgevers hat mit E-Grant Publishing BV ein Joint Venture gebildet, das die Aktivitäten der beiden Unternehmen im Bereich der Informationstechnologie für Kommunen und andere Regierungen bündeln soll.

### Ehemalige Geschäftsfelder

#### Sdu Identification
Sdu Identification bot Dienstleistungen im Bereich der Informations- und Identitätssicherheit. Die Sicherheitsdruckerei produzierte unter anderem die niederländische Pässe und Führerscheine und verschiedenste Chipkarten. Auch Pässe für Irland, Finnland, die Schweiz und die Slowakei wurden hergestellt. Darüber hinaus engagierte sich das Unternehmen in der Entwicklung und Produktion von digitalen Fahrtenschreibern und der Verschlüsselung von digitalen Informationen.
Bis zum 1. Januar 2004 hatte das Unternehmen den Namen Enschedé/Sdu getragen, weil es sich um eine Zusammenarbeit zwischen dem Verlag Joh. Enschedé und Sdu gehandelt hatte. Sdu Identification wurde im Jahr 2008 an Sagem Sécurité, ein zur französischen SAFRAN Gruppe gehörendes Unternehmen, verkauft. Seit dem 1. November 2008 trägt das Unternehmen den Namen Sagem Identification.

## Quelle
- Annual Report 2006 (englisch) (PDF; 385 kB)